# Mariusz Jurasik
Mariusz Jurasik (født 4. maj 1976 i Żagań, Polen) er en polsk håndboldspiller, der spiller for den polske ligaklub KS Vive Kielce. Han har spillet for klubben siden 2009, hvor han kom til fra Rhein-Neckar Löwen i Tyskland. Han har desuden spillet for en anden polsk klub, Wisla Plock.

## Landshold
Jurasik er en fast del af det polske landshold, og har i sin karriere spillet over 130 landskampe og scoret næsten 500 mål. Han var blandt andet med til at vinde VM-sølv i 2007, efter blandt andet at have besejret Danmark i semifinalen. Efter finalenederlaget til Tyskland blev han valgt til turneringens All-Star hold på højre fløj, der er hans primære position på landsholdet.